# Blanka Stajkow
Blanka Stajkow (Szczecin, 23 mei 1999) is een Poolse zangeres.

## Biografie
Stajkow werd in 1999 geboren uit een Poolse moeder en een Bulgaarse vader. In 2021 nam ze deel aan Poland's Next Top Model. Datzelfde jaar bracht ze met Better haar eerste single uit.
Begin 2023 nam Stajkow deel aan de Poolse preselectie voor het Eurovisiesongfestival. Met het nummer Solo won ze de nationale finale, waardoor ze Polen mocht vertegenwoordigen op het Eurovisiesongfestival 2023, dat gehouden wordt in het Britse Liverpool. Vanuit de tweede halve finale behaalde ze de finale.
1994: Edyta Górniak · 
1995: Justyna Steczkowska · 
1996: Kasia Kowalska · 
1997: Anna Maria Jopek · 
1998: Sixteen · 
1999: Mietek Szcześniak · 
2001: Piasek · 
2003: Ich Troje · 
2004: Blue Café · 
2005: Ivan & Delfin · 
2006: Ich Troje · 
2007: The Jet Set · 
2008: Isis Gee · 
2009: Lidia Kopania · 
2010: Marcin Mroziński · 
2011: Magdalena Tul · 
2014: Donatan & Cleo · 
2015: Monika Kuszyńska · 
2016: Michał Szpak · 
2017: Kasia Moś · 
2018: Gromee feat. Lukas Meijer · 
2019: Tulia · 
2021: Rafał · 
2022: Ochman · 
2023: Blanka · 
2024: Luna · 
2025: Justyna Steczkowska